# 1905年のメジャーリーグベースボール
以下は、メジャーリーグベースボール（MLB）における1905年のできごとを記す。
1905年4月14日に開幕し10月14日に全日程を終え、ナショナルリーグはニューヨーク・ジャイアンツが2年連続4度目の優勝をし、アメリカンリーグはフィラデルフィア・アスレチックスが3年ぶり2度目の優勝をした。
前年中止となったワールドシリーズがこの年から復活し、ニューヨーク・ジャイアンツがフィラデルフィア・アスレチックスを4勝1敗で破りシリーズを初制覇した。
1904年のメジャーリーグベースボール - 1905年のメジャーリーグベースボール - 1906年のメジャーリーグベースボール

## できごと
アメリカン・リーグは3割打者が2人だけという投高打低のシーズンであった。首位打者はクリーブランド・ナップス（後のインディアンス）のエルマー・フリックで打率.308であった。この打率は63年後の1968年にカール・ヤストレムスキーが打率.301で首位打者になるまで首位打者の最低打率の記録であった。またエルマー・フリックはもともとフィラデルフィア・フィリーズからナップ・ラジョイとともにアスレチックスに移ってきたが、フィリーズが移籍無効の裁判を起こし、結局アスレチックスを通過して前年クリーブランドにトレードされた。ナップ・ラジョイは1902年から3年連続首位打者でこの年は打率.329だったが、65試合出場で規定に足りず、同僚にタイトルを譲った形となった。なお規定に足りて3割に達したのはフリック以外にチャーリー・ヒックマン（打率.300）だけであった。
フィラデルフィア・アスレチックスの打者で最高打率はハリー・デービスの.284で、デービスはこの年の最多本塁打8本・最多打点83・最多得点93を記録している。この貧打打線を投手陣がルーブ・ワッデル（26勝）、フランク（20勝）、コークリー（20勝）、チーフ・ベンダー（16勝）で支えた。この年、ルーブ・ワッデル は27勝10敗、防御率1.48、奪三振数287で投手三冠を手中にした。
ナショナルリーグは、ニューヨーク・ジャイアンツが優勝したが、エースのクリスティ・マシューソン は、1903年にリーグ最多奪三振とともに30勝を達成、1905年まで3年連続で「30勝、最多奪三振」を記録しリーグを代表する投手となり、この年はルーブ・ワッデルと同じくナショナルリーグの投手三冠を手中にし、特に防御率はそれまでで最高の1.28(1909年には1.14)であった。これにマイク・ドーリンが打率.356を打ち、打線の中軸となった。
一方それまで3度首位打者に輝いたホーナス・ワグナーは打率.363だったがシンシナティ・レッズのサイ・セイモアー が打率.377で上回り、首位打者を逃した。この年の打率.363は生涯で2番目に高い打率で、もしこの年にタイトルを取っていたら、ワグナーは1903年から1908年まで7年連続首位打者になるところであった。首位打者のサイ・セイモアー は打率.377の他に最多打点121・最多安打219本で彼としては最高のシーズンとなった。また彼はニューヨーク・ジャイアンツにいた頃は投手で1898年に最多奪三振239でリーグトップであった。打者と投手の両方でタイトルを取った珍しい例となった。

### ルーブ・ワッデル
フィラデルフィア・アスレチックスのルーブ・ワッデル は1902年から1907年まで6年連続でアメリカン・リーグの最多奪三振を記録し、前年の奪三振349のメジャリーグ記録はその後61年間破られなかったし、この年はワッデルの投手人生で最高の成績であった。そのワッデルの活躍でアスレチックスは1905年のワールドシリーズに駒を進めた。しかしワッデルはこの最高の年のワールドシリーズに出場できなかった。移動中の列車の中でチームメイトとふざけあっているうちに転倒し、肩を怪我して出場できなかったのである。彼の行動は予測がつかないほど突飛でその奇行癖は有名であった。しかしアスレチックス監督のコニー・マックは後年「チーム史上最高の投手」とも「史上最高のサウスポー」とも言い、そのカーブとストレートの球威はこの20世紀初頭のメジャーリーグの華であったと言われている。

#### ワッデルの奇行伝説
ワッデルは今日から見ると発達障害ではないかと考えられるが、彼にとって野球が最も重要なものとは思っていなかった。野球以上に大切なものを沢山持っていたことは確かである。それは釣りであり、酒であり、パレードであり、そして消防車が大好きな人間であった。今日に伝えられる彼の奇妙な行動は以下の通りである。
- 試合中に消防車のサイレンを聞くと、球場を抜け出して火事現場に駆けつけ消化活動の手伝いをした。
- パレードを見ると、途端に先頭に立ってバンドを先導した。
- 球場へ向かう途中に子供たちが遊んでいる所に出くわすと、一緒に何時間でも遊んだり、草野球をしていたら一緒に参加した。
- シーズン中に突然姿を消し、10日間釣りに行っていた。

試合の先発投手を予告されていても、球場に行く途中に何かあると遅れてしまうので付き添いをつけたり、子供と遊んでいるところを発見されて球場に急ぎ、その試合を完封勝利で飾ったという話も残っている。酒も好きでよく喧嘩もしてケガをした。結局彼の扱いにどの球団も苦慮して、コニー・マック監督が一番上手く導いたとも言われている。最多勝1回・最多奪三振6回・最優秀防御率1回、通算193勝で通算防御率2.16のワッデルは1910年に引退し、それから4年後に38歳で死去した。歴代のメジャーリーガーの中で最も奇妙なヒーローであったが、ボールを投げると凄い投手であった。（1946年殿堂入り）

### ワールドシリーズの復活
1903年に野球界の秩序を守るための機関としてアメリカン・リーグとナショナル・リーグの会長と委員長とで構成されるナショナル・コミッション(全国委員会)が設置された。1905年にこの全国委員会にニューヨーク・ジャイアンツのオーナーであるジョン・T・ブラッシュから両リーグのチャンピオンチーム同士によるシリーズの開催規約が提案された。前年のボストン・アメリカンズとのワールドシリーズを拒否したブラッシュであったが、その直後からファンや新聞の批判、そして自分のチームの選手からも抗議を受けて考え方を変えて、自ら新しいワールドシリーズの要綱を考えて、コミッションによる管轄、収入の分配方法、選手の出場選手の資格など、その規定の基本的な部分の多くは現在まで受け継がれているものであった。今日「ブラッシュ・ルール」と呼ばれるこの規約案は全国委員会で決定し、「世界選手権シリーズ」が正式に発足した。ジョン・マグローと懇意であった巨人軍の創立者でもあり後にセントラル・リーグ会長となった鈴木惣太郎はその著書「アメリカ野球史話」の中で、この「ブラッシュ・ルール」に基づく1905年のワールドシリーズの開催を第1回とするのが正しい、と主張している。
そのワールドシリーズでは、ジャイアンツのクリスティ・マシューソンが3試合に登板して3試合とも完封という離れ業をやってのけて、ワールドシリーズで同じ年に3完封を記録したのはマシューソンが唯一である。そして同じジャイアンツのジョー・マクギニティも完封で1勝し、対するアスレチックスのチーフ・ベンダーも完封で1勝して、全5試合とも完封試合であり、投手力が威力を発揮したシリーズとして語り継がれている。

### ビル・クレムとトム・コノリー
この1905年にナショナルリーグ会長ハリー・ボーラムに認められてマイナーリーグから1人の審判員ビル・クレムがナショナルリーグに移ってきた。元は野球選手を志したが腕の故障で諦めて鉄鋼所に勤務する傍らセミプロで審判をしたりして、プロの審判員になったのは1902年で28歳であった。3年間マイナーリーグで経験を積んで1905年にナショナルリーグ審判員となった。以降引退する1940年まで「野球史上最高の審判員」としての名声と尊敬を集めた。引退後も1951年までリーグ審判部長を務め、在職中に死去した。
4年前の1901年にアメリカンリーグが創設された時に、ナショナルリーグの若い審判員トム・コノリーが引き抜かれた。1898年から1900年までナショナルリーグに所属し1901年からアメリカンリーグで1931年まで、34年間アメリカンリーグを代表する審判員となり、引退後も審判部長、ルール委員を務め1954年まで球界に貢献した。要職を去った1954年には84歳であった。
ビル・クレムとトム・コノリーは20世紀前半のメジャーリーグを代表する審判として高く評価されている。どちらもワールドシリーズでの審判員として出場が多く（ビル・クレムの18回出場は最高記録）、クレムが死去し、コノリーが去る前年の1953年に、野球の殿堂に初めて審判員として二人は殿堂入りした。

## 最終成績

### レギュラーシーズン
| 順 | チーム                           | 勝利 | 敗戦 | 勝率 | G差  |
| -- | -------------------------------- | ---- | ---- | ---- | ---- |
| 1  | フィラデルフィア・アスレチックス | 92   | 56   | .622 | --   |
| 2  | シカゴ・ホワイトソックス         | 92   | 60   | .605 | 2.0  |
| 3  | デトロイト・タイガース           | 79   | 74   | .516 | 15.5 |
| 4  | ボストン・アメリカンズ           | 78   | 74   | .513 | 16.0 |
| 5  | クリーブランド・ナップス         | 76   | 78   | .494 | 19.0 |
| 6  | ニューヨーク・ハイランダース     | 71   | 78   | .477 | 21.5 |
| 7  | ワシントン・セネタース           | 64   | 87   | .424 | 32.0 |
| 8  | セントルイス・ブラウンズ         | 54   | 99   | .353 | 40.5 |

| 順 | チーム                       | 勝利 | 敗戦 | 勝率 | G差  |
| -- | ---------------------------- | ---- | ---- | ---- | ---- |
| 1  | ニューヨーク・ジャイアンツ   | 105  | 48   | .686 | --   |
| 2  | ピッツバーグ・パイレーツ     | 96   | 57   | .627 | 9.0  |
| 3  | シカゴ・カブス               | 92   | 61   | .601 | 13.0 |
| 4  | フィラデルフィア・フィリーズ | 83   | 69   | .546 | 21.5 |
| 5  | シンシナティ・レッズ         | 79   | 74   | .516 | 26.0 |
| 6  | セントルイス・カージナルス   | 58   | 96   | .377 | 47.5 |
| 7  | ボストン・ビーンイーターズ   | 51   | 103  | .331 | 54.5 |
| 8  | ブルックリン・スーパーバス   | 48   | 104  | .314 | 56.5 |

### ワールドシリーズ
- アスレチックス 1 - 4 ジャイアンツ

| 10/ 9 – | ジャイアンツ   | 3 | - | 0 |  | アスレチックス |
| 10/10 – | アスレチックス | 3 | - | 0 |  | ジャイアンツ   |
| 10/12 – | ジャイアンツ   | 9 | - | 0 |  | アスレチックス |
| 10/13 – | アスレチックス | 0 | - | 1 |  | ジャイアンツ   |
| 10/14 – | アスレチックス | 0 | - | 2 |  | ジャイアンツ   |

## 個人タイトル

### アメリカンリーグ
| 項目   | 選手                     | 記録 |
| ------ | ------------------------ | ---- |
| 打率   | エルマー・フリック (CLE) | .308 |
| 本塁打 | ハリー・デービス (PHA)   | 8    |
| 打点   | ハリー・デービス (PHA)   | 83   |
| 得点   | ハリー・デービス (PHA)   | 93   |
| 安打   | ジョージ・ストーン (SLA) | 189  |
| 盗塁   | ダニー・ホフマン (PHA)   | 46   |

| 項目   | 選手                     | 記録 |
| ------ | ------------------------ | ---- |
| 勝利   | ルーブ・ワッデル (PHA)   | 27   |
| 敗戦   | フレッド・グレイド (SLA) | 25   |
| 防御率 | ルーブ・ワッデル (PHA)   | 1.48 |
| 奪三振 | ルーブ・ワッデル (PHA)   | 287  |
| 投球回 | ジョージ・マリン (DET)   | 347⅔ |
| セーブ | ジム・ブキャナン (SLA)   | 2    |

### ナショナルリーグ
| 項目   | 選手                       | 記録 |
| ------ | -------------------------- | ---- |
| 打率   | サイ・セイモアー (CIN)     | .377 |
| 本塁打 | フレッド・オドウェル (CIN) | 9    |
| 打点   | サイ・セイモアー (CIN)     | 121  |
| 得点   | マイク・ドンリン (NYG)     | 124  |
| 安打   | サイ・セイモアー (CIN)     | 219  |
| 盗塁   | アート・デブリン (NYG)     | 59   |
| 盗塁   | ビリー・マローニー (CHC)   | 59   |

| 項目   | 選手                           | 記録 |
| ------ | ------------------------------ | ---- |
| 勝利   | クリスティ・マシューソン (NYG) | 31   |
| 敗戦   | ビック・ウィリス (BSN)         | 29   |
| 防御率 | クリスティ・マシューソン (NYG) | 1.28 |
| 奪三振 | クリスティ・マシューソン (NYG) | 206  |
| 投球回 | アーヴ・ヤング (BSN)           | 378  |
| セーブ | クラウディ・エリオット (NYG)   | 6    |